# Orthotrichum leikipiae
Orthotrichum leikipiae är en bladmossart som beskrevs av C. Müller 1890. Orthotrichum leikipiae ingår i släktet hättemossor, och familjen Orthotrichaceae. Inga underarter finns listade i Catalogue of Life.